# アーネスト・ポンペオ・モルメンティ
アーネスト・ポンペオ・モルメンティ(英語:Ernesto Pompeo Molmenti)、MD、PhD、MBAはアメリカの移植外科医、科学者、著者である。現在ニューヨーク州ロングアイランドで医師として従事している。彼はノースショア大学病院 / ノースウェルヘルスの外科部門の外科イノベーション部門の部門長、ホフストラザッカー医学部の外科学教授・副部門長および小児科教授を務めている。彼は、「 モルメンティ法 」と名付けられた血管再建法の開発で知られている。

## 生い立ち
1964年にアルゼンチンのブエノスアイレスで生まれた。 彼は外科医の父と芸術家の母のもとに生まれた。彼は、 チーフレジデント時のインタビューで、「 私の父からは解剖学と手術への愛、母からは本への愛を得た」と述べた。彼は高校生の時に奨学金を受け取り、アメリカで教育を続けることができた。 

## 教育
ボストン大学 で学士号と医学博士の学位を取得し、早期入学合同大学医学部プログラム（ MMEDIC ）を修了した。 セントルイスの ワシントン大学医学部 バーンズユダヤ病院でのレジデンシートレーニング中にはチーフレジデンシーとなり、ピッツバーグ大学で成人小児腹部臓器移植部門でクリニカルフェローに従事した 。レジデンシートレーニング中には、3年間の基礎科学研究に従事し、フェローシップ中には小児および膵臓移植研修を行った。彼は教育、臨床、基礎研究を経験してきた。